# Ben Lomond (British Columbia)
Der Ben Lomond, früher Ben Lomond Mountain genannt, ist ein 1654 m hoher Berg mit einer Schartenhöhe von 189 im Südwesten der kanadischen Provinz British Columbia.

## Geographie
Der Ben Lomond liegt in den North Shore Mountains, südöstlich der Kleinstadt Squamish und unmittelbar westlich des Loch Lomond. Er wurde gemeinsam mit dem benachbarten See benannt, deren Namen jeweils eine Referenz an den Berg und den See in Schottland darstellen.

## Geschichte
Der erste dokumentierte Aufstieg wurde 1908 durch F. Perry und W. J. Gray ausgeführt.

## Klima
In Bezug auf die Klimaklassifikation nach Köppen und Geiger herrscht am Ben Lomond ein Westseiten-Seeklima. Die meisten Wetterfronten stammen vom Pazifik und bewegen sich ostwärts auf die Coast Mountains zu, wo sie durch die Berge zum  Aufsteigen (Windstau) gezwungen werden, was wiederum dazu führt, dass die enthaltene Feuchtigkeit in Form von Regen oder Schnee abgegeben wird. Im Ergebnis führt das zu hohen Niederschlägen in den Coast Mountains, insbesondere zu starken Schneefällen im Winter.